# The American Society of Magical Negroes
Pour plus de détails, voir Fiche technique et Distribution.
The American Society of Magical Negroes est un film américain écrit, réalisé et coproduit par Kobi Libii et sorti en 2024.
Cette comédie fantastique met en vedette Justice Smith, David Alan Grier, An-Li Bogan, Drew Tarver, Michaela Watkins, Aisha Hinds, Tim Baltz, Rupert Friend et Nicole Byer. Il s'agit d'une satire du trope Magical Negro.

## Synopsis
Le protagoniste Aren est recruté dans une société magique d'Afro-Américains pour suivre la cause de sa vie, faciliter la vie des Blancs.

## Fiche technique
Sauf indication contraire, les informations mentionnées dans cette section peuvent être confirmées par la base de données cinématographiques IMDb,  présente dans la section « Liens externes ».
- Titre original : The American Society of Magical Negroes
- Réalisation et scénario : Kobi Libii
- Musique : Michael Abels
- Photographie : Doug Emmett
- Montage : Brian Scott Olds
- Costumes : Derica Cole Washington
- Production : Julia Lebedev, Kobi Libii
- Direction artistique : Charles Varga
- Sociétés de production : Focus Features (États-Unis)
- Distribution :
- Pays de production :  États-Unis
- Langue originale : anglais
- Format : couleur - rapport de forme : 1.85 : 1 - procédé cinématographique : ARRIRAW 4.5K (source), Digital Intermediate 4K (master)
- Son :  12-Track Digital SoundAuro 11.1 Dolby Digital Dolby Surround 7.1Dolby Atmos
- Genre : comédie, fantastique
- Durée : 104 minutes (1 h 44)
- Dates de sortie :
  - États-Unis : 19 janvier 2024 (festival de Sundance)
  - États-Unis : 15 mars 2024[2]
  - Canada : 15 mars 2024
  - Belgique : 21 avril 2024 (Brussels International Fantastic Film Festival)

## Distribution
- Justice Smith (VF : Baptiste Marc ; VQ : Rodley Pitt) : Aren
- David Alan Grier (VQ : Widemir Normil) : Roger
- An-Li Bogan (VF : Peggy Martineau ; VQ : Geneviève Bédard) : Lizzie
- Drew Tarver (VF : Cyril Descours ; VQ : Nicholas Savard L'Herbier) : Jason
- Michaela Watkins (VF : Louise Lemoine Torrès) : Masterson
- Aisha Hinds (VQ : Marie-Evelyne Lessard) : Gabbard
- Tim Baltz (VF : Xavier Béja) : l'agent Miller
- Rupert Friend (VF : Anatole de Bodinat ; VQ : Nicolas Charbonneaux-Collombet) : Mick
- Nicole Byer (VQ : Florence Blain Mbaye) : DeDe
- Mia Ford : Lacey

 Source et légende : version française (VF) sur RS Doublage ; version québécoise (VQ) sur Doublage.qc.ca

## Production
The American Society of Magical Negroes est développé par Kobi Libii dans le cadre du Sundance Institute, une organisation aidant des scénaristes et réalisateurs en parallèle du Festival du film de Sundance. Le 10 mars 2021, SFFILM a confirmé que le film avait reçu les bourses 2021 du Dolby Institute, bénéficiant de conseils de l'industrie et d'une subvention en espèces leur permettant de travailler avec un concepteur sonore au stade de l'écriture du scénario. Le 15 novembre 2023, la bande-annonce est diffusée sur TikTok et X.

## Sortie
La bande-annonce officielle est sortie le 15 décembre 2023.
Le film a été présenté en avant-première au festival du film de Sundance le 19 janvier 2024 ; sa sortie en salles aux États-Unis a eu lieu le 15 mars 2024 par le distributeur Focus Features,,.

## Distinction
- Kobi Libii est le lauréat du prix (Directors to Watch, soit : « Réalisateur à suivre ») du Festival international du film de Palm Springs en 2024 pour ce film[10].